# Rainha Cup 1988
WTA Brasil Open 1988 (також відомий як Rainha Cup) — жіночий тенісний турнір, що проходив на відкритих кортах з твердим покриттям у Гуаружі (Бразилія). Належав до турнірів 1-ї категорії в рамках Туру WTA 1988. Тривав з 7 листопада до 13 листопада 1988 року. Третя сіяна Мерседес Пас здобула титул в одиночному розряді.

## Фінальна частина

### Одиночний розряд
Мерседес Пас —  Рене Сімпсон 7–5, 6–2
- Для Пас це був 1-й титул в одиночному розряді за сезон і 2-й - за кар'єру.

### Парний розряд
Беттіна Фулько /  Мерседес Пас —  Карін Баккум /  Сімоне Шилдер 6–3, 6–4
- Для Фулько це був єдиний титул за сезон і 1-й — за кар'єру. Для Пас це був 4-й титул за сезон і 12-й — за кар'єру.